# Alexis Manenti
Alexis Manenti (* 12. Februar 1982 in Bagnolet) ist ein französischer Filmschauspieler und Drehbuchautor.

## Leben
Manenti wurde in Bagnolet geboren und wuchs mit seinem jüngeren Bruder in Paris auf. Seine Mutter stammt aus Rijeka (Kroatien) und wuchs in Belgrad auf, sein Vater († 1998) stammte aus Cargèse; beide Eltern waren Psychologen bzw. Psychoanalisten. Manentis Großmutter Josée Manenti war mit Jean Oury Begründerin der psychiatrischen Clinique de La Borde in Cour-Cheverny.
Manenti wurde bereits Ende der 1990er-Jahre als Schüler Mitglied der Künstlervereinigung Kourtrajmé um Romain Gavras, Kim Chapiron und Toumani Sangaré und spielte kleine Rollen in Kurzfilmen. Nach Ende der Schulzeit studierte er Jura bzw. Geschichte und Psychologie, brach das Studium jedoch nach kurzer Zeit ab und verdiente sich mit kleineren Jobs seinen Lebensunterhalt. Parallel dazu arbeitete er wieder mit Kourtrajmé in Montfermeil zusammen und gab schließlich 2002 in Gavras’ Kurzfilm Easy Pizza Riderz sein eigentliches Filmdebüt. Die Rolle des Serben Dimitriu Bulatovic spielte Manenti in den Folgejahren in zahlreichen Kurzfilmen von Kourtrajmé, sodass „Dimitriu“ zeitweise eine Art Künstlername wurde.
Im Jahr 2009 besuchte Manenti den Theaterkurs des Laboratoire de l’acteur in Paris bei Célia Granier-Deferre. Sein erster Kinofilm wurde der 2014 erschienene Thriller Mea Culpa – Im Auge des Verbrechens von Fred Cavayé. Weitere Auftritte in Film und Fernsehen folgten, darunter Rollen in Agatha Christie: Mörderische Spiele sowie Die Welt gehört dir, erneut unter der Regie von Romain Gavras.
Im Jahr 2017 schrieb Manenti mit Ladj Ly den Kurzfilm Les misérables über eine Polizeieinheit in Montfermeil, wobei Manenti auch die Rolle des rassistischen Polizisten Chris übernahm. Les misérables erhielt zahlreiche Filmpreise und war unter anderem für einen César als Bester Kurzfilm nominiert. Ly und Manenti schrieben mit Giordano Gederlini das Drehbuch zum Langfilm Die Wütenden – Les misérables, der auf dem Kurzfilm basiert. Erneut übernahm Manenti die Rolle des Chris. Für seine Darstellung wurde er 2020 mit dem César als Bester Nachwuchsdarsteller ausgezeichnet. Er erhielt zudem eine César-Nominierung in der Kategorie Bestes Drehbuch und war für zwei Prix Lumières – für das Beste Drehbuch und als Bester Nachwuchsdarsteller – nominiert.

## Filmografie (Auswahl)
- 2002: Easy Pizza Riderz (Kurzfilm)
- 2004: Désir dans l’espace (Kurzfilm)
- 2005: Megalopolis (Kurzfilm)
- 2014: Mea Culpa – Im Auge des Verbrechens (Mea culpa)
- 2015: Vicky
- 2015: The Last Panthers (TV-Serie, 2 Folgen)
- 2015, 2018: Agatha Christie: Mörderische Spiele (Les petits meurtres d’Agatha Christie, TV-Serie, 2 Folgen)
- 2016: Die Welt sehen (Voir du pays)
- 2016: Rastlos, Renée (Orpheline)
- 2016: Le divan de Staline
- 2017: Les misérables (Kurzfilm)
- 2017: 9 doigts
- 2017: Heirate mich, Alter! (Épouse-moi mon pote)
- 2018: A Breath Away (Dans la brume)
- 2018: Die Welt gehört dir (Le monde est à toi)
- 2018: Le discours d’acceptation glorieux de Nicolas Chauvin (Kurzfilm)
- 2018: L’Enkas
- 2018: Krieg der Träume (Clash of Futures, TV-Serie, eine Folge)
- 2019: Die Wütenden – Les misérables (Les misérables)
- 2019: Poissonsexe
- 2019–2020: Die Frau aus dem Meer (Une île, TV-Serie, 3 Folgen)
- 2021: Enthüllung einer Staatsaffäre (Enquête sur un scandale d’État)
- 2022: Athena
- 2023: Die Unerwünschten – Les Indésirables (Les Indésirables)
- 2023: Le ravissement
- 2024: Wilder Diamant (Diamant brut)
- 2024: À son image
- 2024: Le Mohican
- 2024: Maldoror
- 2024: Der Mann, der nicht schweigen wollte (Kurzfilm)

## Auszeichnungen
- 2019: Darstellerpreis, Festival Côté court de Pantin, für Le discours d’acceptation glorieux de Nicolas Chauvin[6]
- 2019: Nominierung Europäischer Filmpreis, Bestes Drehbuch, für Die Wütenden – Les misérables
- 2020: César, Bester Nachwuchsdarsteller, für Die Wütenden – Les misérables
- 2020: César-Nominierung, Bestes Drehbuch, für Die Wütenden – Les misérables
- 2020: Bestes Drehbuch, Black Reel Awards, für Die Wütenden – Les misérables
- 2020: Nominierung Prix Lumières, Bestes Drehbuch und Bester Nachwuchsdarsteller, für Die Wütenden – Les misérables